# Слівово-Лопеніте
Слівово-Лопеніте (пол. Śliwowo-Łopienite) — село в Польщі, у гміні Рутки Замбровського повіту Підляського воєводства.
Населення — 137 осіб (2011).
У 1975-1998 роках село належало до Ломжинського воєводства.

## Демографія
Демографічна структура станом на 31 березня 2011 року:
|          | Загалом | Допрацездатний вік | Працездатний вік | Постпрацездатний вік |
| -------- | ------- | ------------------ | ---------------- | -------------------- |
| Чоловіки | 71      | 14                 | 47               | 10                   |
| Жінки    | 66      | 13                 | 37               | 16                   |
| Разом    | 137     | 27                 | 84               | 26                   |